# Curro Sánchez
Francisco José Sánchez Rodríguez, meglio noto come Curro Sánchez (La Palma del Condado, 3 gennaio 1996), è un calciatore spagnolo, ala o centrocampista del Burgos.

## Caratteristiche tecniche
È un trequartista.

## Carriera

### Club
Cresciuto nel settore giovanile del Siviglia, ha esordito in prima squadra il 2 dicembre 2015 disputando l'incontro di Coppa del Re vinto 3-0 contro l'UD Logroñés. Il 16 luglio 2019 è passato a titolo definitivo al Numancia.

### Nazionale
Ha giocato nelle nazionali giovanili spagnole Under-16, Under-17, Under-18 ed Under-19.

## Palmarès

### Club

#### Competizioni nazionali
- Segunda División: 1

Almería: 2021-2022